# Ferhan i Ferzan Önder
Ferhan i Ferzan Önder (Tokat, Turquia, 2 d'octubre de 1965) són dues germanes bessones turques-austríaques que formen un duo de piano.

## Biografia
L'any 1985, després de guanyar un concurs que es va celebrar a Viena, les bessones van decidir mudar-se a Àustria. Allà van estudiar a la Universitat de Música i Art Dramàtic de Viena amb Noel Flores (fi) i Paul Badura-Skoda. Poc abans dels seus exàmens finals van conèixer l'Alfons Kontarsky (en) qui va esdevenir el seu mentor i un amic proper fins a la seva mort. Tenen influència de les seves arrels turques pel que fa al seu ritme, ja que utilitzen ritmes irregulars com a les cançons tradicionals de la seva més tendra infància. El fet que segueixin la tradició turca dels duos de piano, elles ho consideren una pura coincidència.
Han estat convidades a tocar en diversos festivals de música: Festival Internacional de Música d'Ankara (en) (2015, junt amb Borusan Quartet), Rheingau Musik Festival (en), Festival de Salzburg, Beethovenfest Bonn (en), Wiener Festwochen (en), Ludwigsburger Schlossfestspiele (en), Festival Internacional de Música d'Istanbul (en), Sommets Musicaux Gstaad (fr), Festspiele Mecklenburg-Vorpommern (de) o el Festival de Música de Cambra de Kuhmo (en).
El 2011 van fer un enregistrament en viu del seu concert de Carl Orff de "Carmina Burana" per a cor, solistes, dos pianos i percussió al premi ECHO Clàssics (en) que va publicar la casa Sony. També han rebut el Rheingau Musik Festival (en) pels seus enregistraments de Vivaldi i Bach.
Les germanes bessones van ser nomenades Ambaixadores de Bona Voluntat d'UNICEF pel Comitè d'UNICEF a Turquia el 2003 i participen en projectes per a nens. Ambdues viuen a Viena.

## Vida personal
- Ferhan Önder estava casada amb el pianista Rico Gulda i tenen una filla.[11]
- Ferzan Önder, originalment dona d'un empresari vienès,[12] està casada amb el multipercussionista Martin Grubinger (en) des del 2009 i tenen un fill.[4]

## Discografia
- 1998: Saint-Saens - Beethoven (Pan Classics)
- 2001: Vivaldi Reflections (EMI)
- 2002: Karneval der Tiere
- 2003: 1001 Nights (EMI)
- 2015: Carmina Burana (SONY)
- 2019: Karneval der Tiere (SONY)
- 2019: Ferhan&Ferzan Önder play Fazil Say (WINTER&WINTER)